# Mesrop Mashtots
Mesrop Mashtots, o anche Mesrob Mashtotz (in armeno Մեսրոպ Մաշտոց?; Hatsik, 361 – Echmiadzin, 17 febbraio 440), è stato un monaco cristiano, teologo e linguista armeno.
Fu l'inventore dell'alfabeto armeno, segnando così una tappa fondamentale della storia del popolo armeno e della Chiesa armena, con l'unificazione delle stirpi di origini armene a quel tempo divise tra il Regno d'Armenia, l'Impero bizantino e l'Impero persiano.

## Biografia
Mesrop Mashtots nacque nella città di Hatsekats nella regione di Taron.
Koryun, suo allievo e biografo, scrive che il suo maestro ricevette in gioventù un'educazione non religiosa e che padroneggiava bene sia il greco sia il persiano; ci dice inoltre che a causa della sua saggezza e istruzione venne nominato segretario personale del re Cosroe III con il compito di scrivere sia in greco sia in persiano gli editti e i decreti promulgati dal sovrano.
Mesrop, però, a un certo punto sentì il bisogno di avvicinarsi a Dio e decise di lasciare la corte per prendere i voti e ritirarsi in monastero.
Qui, ci racconta Koryun, visse in povertà, passando notti in preghiera e studiando le Sacre Scritture; furono questi gli anni che lo prepararono al gravoso compito che lo attendeva e di cui sia il popolo, sia la Chiesa, sia lo Stato erano così bisognosi: l'invenzione dell'alfabeto armeno.
L'Armenia, usuale campo di battaglia per i due imperi confinanti, il persiano e il bizantino, perse in quegli anni la propria indipendenza, smembrata in due parti, una direttamente dipendente da Bisanzio e un'altra formalmente indipendente come Regno, ma di fatto sotto il diretto controllo della Persia.
La chiesa armena, seppur influenzata da questi cambiamenti così violenti, non perse la propria unità; anzi, proprio le persecuzioni messe in atto in questi anni, convinsero la Chiesa, i nobili, e il popolo a rimanere uniti per resistere e non perdere la propria identità, e generarono un'intensa attività rinnovatrice.
In questi anni infatti si portarono avanti la revisione della liturgia e la creazione di una letteratura ecclesiastica e nazionale, l'invenzione dell'alfabeto armeno e la ridefinizione dei rapporti gerarchici.
Il merito di questa intensa attività è da attribuire in grande misura a tre uomini: a Mesrop, al Patriarca di Armenia Isacco e al re Vramshapuh, succeduto al fratello Cosroe III nel 394.
Proprio in quell'anno Mesrop, col benestare del Catholicos di Armenia, Sahak Partev, si mise in viaggio per diffondere il Vangelo alla popolazione pagana ancora presente nella regione. Durante la sua predicazione, nel distretto di Golthn, dove riuscì a convertire molti eretici e pagani, trovò un grande ostacolo nella mancanza di una lingua scritta che riproducesse i suoni della lingua armena, complicando di molto la comprensione delle Sacre Scritture ai nuovi e vecchi fedeli.
Infatti il Vangelo era scritto in greco, persiano e siriaco, ed era necessaria la presenza di persone che conoscessero queste lingue per tradurre la Parola di Dio.
Mesrop desideroso di porre rimedio a questo problema decise di coniare un nuovo alfabeto, probabilmente traendo spunto da quello greco, parlò del suo progetto sia al re sia al patriarca Isacco, dai quali ricevette l'approvazione del suo progetto.
Nacque così il primo alfabeto armeno, composto da trentasei lettere (altre due lettere vennero aggiunte solo nel XII secolo).
Secondo Koryun, per portare a compimento la sua impresa Mesrop si avvalse dell'aiuto del vescovo della Mesopotamia, Daniele, e di un monaco di Samosata, Rufino.
La prima frase che Mesrop scrisse in Armeno, fu la frase con cui si apre il Libro dei proverbi di re Salomone:
(Libro dei proverbi, 1:2)

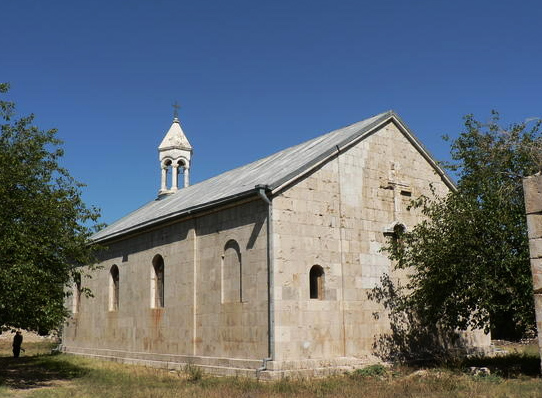
Il Monastero di Amaras nel Nagorno Karabakh, dove Mesrop Mashtots fondò la prima scuola che usò il suo alfabeto

L'invenzione dell'alfabeto, nel 406, fu l'inizio della letteratura armena, e fu la base su cui si costruì il sentimento nazionale.
San Martino scrisse: «Il risultato del lavoro di Isacco e Mesrop fu quello di separare definitivamente il popolo armeno da quello delle altre popolazioni asiatiche, di fare di loro una nazione distinta, e di rendere più forte l'adesione alla fede cristiana a causa della messa al bando o bollando come profane le lingue che venivano utilizzate dai seguaci di Zoroastro. A Mesrop noi dobbiamo la preservazione della lingua e della letteratura armena; se non fosse stato per il suo lavoro, la gente sarebbe stata assorbita dai persiani e dai siriani, e sarebbe scomparsa come tante nazioni orientali».
Ansioso di poter condividere il suo lavoro, incoraggiato anche dal patriarca e dal re, Mesrop fondò numerose scuole in differenti parti della regione, dove il nuovo alfabeto venne insegnato alle nuove generazioni.
La sua azione non si fermò solo alla parte orientale dell'Armenia.
Portando con sé una lettera del patriarca Isacco, Mesrop si recò a Costantinopoli e ottenne dall'imperatore Teodosio II il permesso di predicare il Cristianesimo e di insegnare nell'Armenia bizantina.
Ritornato presso il patriarca Isacco, Mesrop decise subito che era necessario tradurre i testi sacri nella nuova lingua armena.
Per questo motivo inviò diversi suoi discepoli in varie importanti città dell'Impero bizantino, affinché affinassero la loro conoscenza della lingua greca e traducessero i più importanti testi della letteratura greca.
I più famosi tra loro, oltre al già citato Koryun, furono Giovanni di Egheghiatz, Giuseppe Balnese, Yeznik di Koghb, Mosè di Corene e Giovanni Mandakuni.
Il primo libro tradotto nella nuova lingua armena furono le Sacre Scritture.
Il patriarca Isacco fece una traduzione delle Sacre Scritture nel 411; ma il risultato venne probabilmente ritenuto non del tutto corretto, e poco dopo vennero inviati a Edessa Giovanni di Egheghiatz e Giuseppe Balnese con lo scopo di ritradurle.
Ma essi non si limitarono a questo, difatti si recarono fino a Costantinopoli e portarono con loro delle copie dei Sacri Testi scritte in lingua greca.
Confrontando i testi di altre copie presenti nella Biblioteca di Alessandria (i Septuaginta e l'Exapla di Origene di Alessandria) venne tradotta la versione in lingua armena, in uso anche ai giorni nostri.
Molte altre opere greche vennero tradotte in lingua armena e alcune ci sono giunte a noi proprio grazie a ciò. Ad esempio la seconda parte delle Cronache di Eusebio di Cesarea sono giunte a noi in questo modo, mentre gli originali in lingua greca sono andati perduti nel corso dei secoli.
Vennero tradotti anche i decreti dei primi tre concili (Nicea, Costantinopoli ed Efeso) e la liturgia venne tradotta rivedendo quella di Basilio di Cesarea.
Mesrop Mashtots morì nel 440, appena sei mesi dopo la morte del suo amico e mentore, il patriarca Isacco, del quale prese brevemente il posto nell'amministrazione spirituale del patriarcato.
È sepolto a Oshakan, un villaggio a 8 km a sud-ovest da Ashtarak.

## Culto

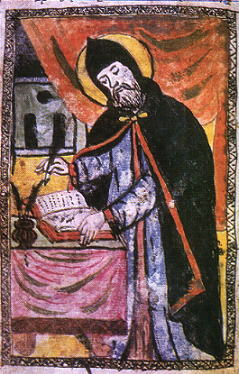
Meshrop Mashtots, dottore degli Armeni

Dal Martirologio Romano alla data del 17 febbraio: «In Armenia, san Mesrop, dottore degli Armeni: discepolo di san Narsete e scrivano nel palazzo reale, divenuto monaco, creò un alfabeto, perché il popolo potesse essere avviato alle sante Scritture, tradusse i due Testamenti e compose inni e altri cantici in lingua armena».